# Puygros
Puygros – miejscowość i gmina we Francji, w regionie Owernia-Rodan-Alpy, w departamencie Sabaudia.
Według danych na rok 1990 gminę zamieszkiwały 323 osoby, a gęstość zaludnienia wynosiła 31 osób/km² (wśród 2880 gmin regionu Rodan-Alpy Puygros plasuje się na 1307. miejscu pod względem liczby ludności, natomiast pod względem powierzchni na miejscu 1090.).